# Disulfiram
Disulfiramul (denumiri comerciale: Antabuz, Antalcol) este un medicament utilizat ca tratament adjuvant în curele de dezintoxicare ale alcoolicilor cronici. Medicamentul produce o sensibilitate acută și foarte neplăcută la etanol și funcționează prin inhibarea enzimei acetaldehid-dehidrogenaza, ceea ce duce la instalarea efectelor tipice de mahmureală imediat după consumarea alcoolului.
Prin consumarea de alcool după administrarea acestui medicament se produc efecte precum: durere intensă de cap (cu cefalee pulsatilă), dificultate respiratorie, greață, tuse, vărsături, transpirație, sete, dureri abdominale, palpitații, dispnee, tahicardie, hipotensiune arterială, sincopă, etc.